# AMELX
AMELX – gen kodujący u człowieka białko będące izoformem X amelogeniny, AMELX (amelogenin, X isoform).
Amelogenina to rodzaj białka znajdującego się w macierzy pozakomórkowej, u człowieka kodujące ją geny znajdują się zarówno na chromosomach X, jak i Y. Gen AMELX położony na chromosomie X koduje jeden z izoformów tego białka – amelogeninę X. Uczestniczy ona w procesie amelogenezy, polegającym na tworzeniu się szkliwa zębów. W efekcie alternatywnego splicingu powstają różniące się od siebie warianty transkrypcyjne, które kodują różne izoformy.

## Funkcja
AMELX zaangażowany jest w proces biomineralizacji podczas rozwoju szkliwa zębów. Gen ten koduje białko współpracujące z białkami związanymi z amelogeniną (amelogenesis-related proteins) w mineralizacji szkliwa zębowego.

## Znaczenie kliniczne
Mutacje genu AMELX mogą skutkować zaburzeniem zwanym amelogenesis imperfecta, w którym dochodzi do nakładania się defektów szkliwa powstających dzięki czynników genetycznym i środowiskowym. Wykazano, że u myszy znokautowanych pod względem genu AMELX rozwija się źle zorganizowane i hipoplastyczne szkliwo.